# Boris Delaunay
Boris Nikolaevici Delaunay (sau Deloné în rusă Бори́с Никола́евич Делоне́, n. 15 martie 1890, Saint Petersburg, Imperiul Rus - d. 17 iulie 1980, Moscova, RSFSR, URSS) a fost un matematician rus și alpinist. În onoarea sa a fost numită triangularea Delaunay paralelă.
A fost tatăl fizicianului Nikolai Borisovici Deloné.

## Biografie
Încă din tinerețe a manifestat un interes deosebit pentru matematică, astronomie și tehnică.
Studiile secundare și universitare le-a urmat la Kiev în perioada 1903 - 1913.
În 1916 și-a susținut examenul de magistru, apoi a fost numit docent, trecând la munca universitară.
Activitatea sa ca profesor universitar (1921 - 1935) a fost legată de școala matematică de la Leningrad.
Între anii 1947-1948 a fost primul șef al Departamentului de Matematică de la Universitatea de Stat din Moscova.

## Activitate științifică
La vârsta de 15 - 16 ani a construit un reflector a cărui oglindă a fost șlefuită de el însuși.
În 1909 a construit cinci planoare și apoi a efectuat zboruri de probă cu acestea.
S-a ocupat de teoria numerelor algebrice și anume de rezolvarea în numere întregi a ecuațiilor nedeterminate de gradul al treilea cu două necunoscute.
Un număr considerabil de lucrări a consacrat geometrizării lucrărilor lui Évariste Galois.
A studiat o serie de probleme legate de teoria iraționalităților cubice.
A dat o expunere geometrică diagramei lui Voronoi.
A rezolvat problema identității pentru corpuri comutative de ordinul al treilea, adică a rezolvat problema inversă transformării lui Tschirnhausen.
Cercetările sale din domeniul geometriei le-a aplicat cu succes în cristalografie.
Începând cu anul 1932 reîncepe studiul algebrei.
Astfel cercetează din punct de vedere geometric soluțiile în radicali pentru ecuațiile de gradul al treilea și al patrulea.

## Scrieri
- 1912: Legătura dintre teoria idealelor și teoria lui Galois;
- 1932: Teoria geometrică a construirii corpurilor comutative de numere algebrice;
- Bazele matematice ale analizei structurale a cristalelor;
- Geometria lui Lobacevski și dezvoltarea științelor moderne.